# 米什科維奇 (特諾皮爾州)
49°26′47″N 25°36′27″E / 49.44639°N 25.60750°E

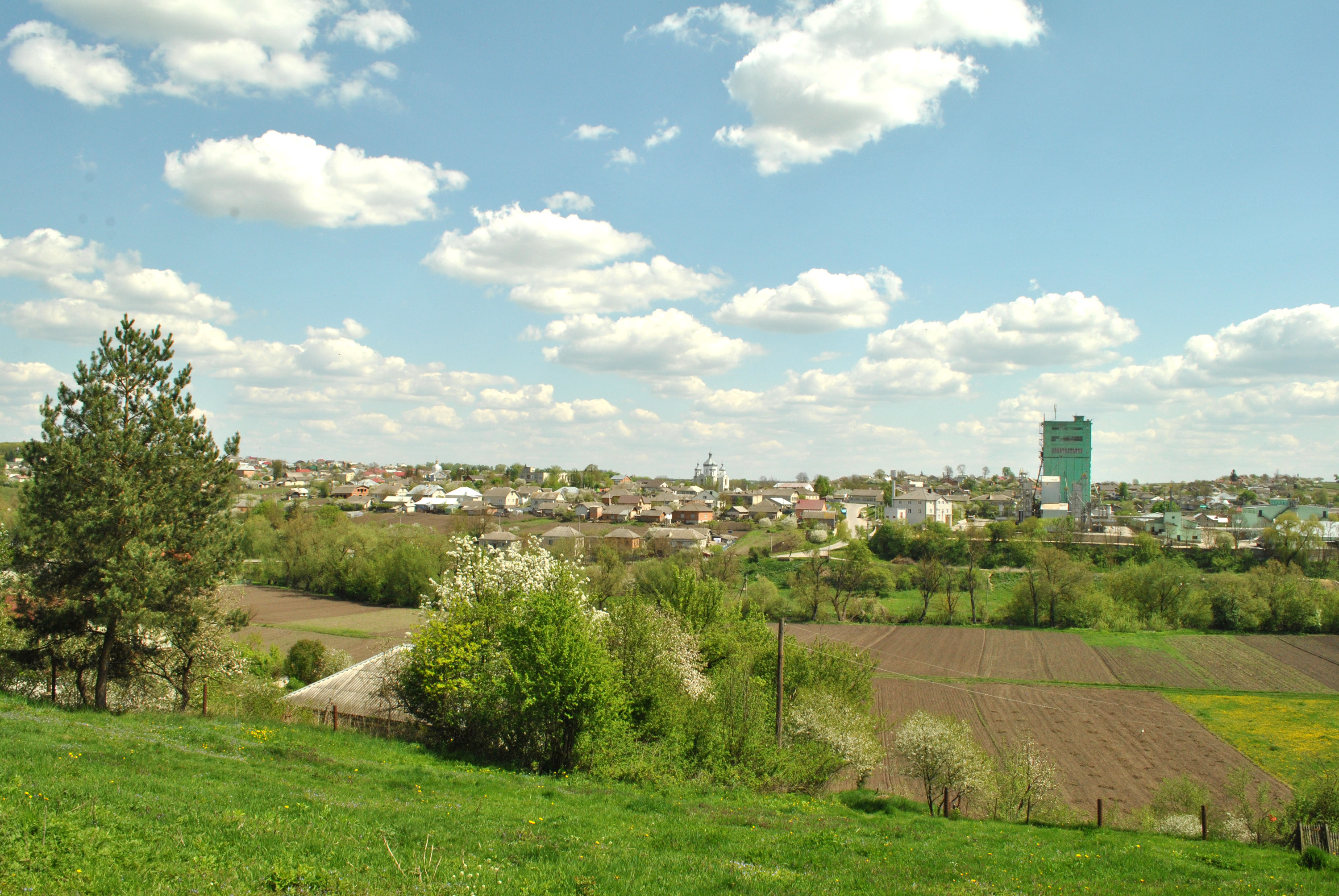
米什科維奇

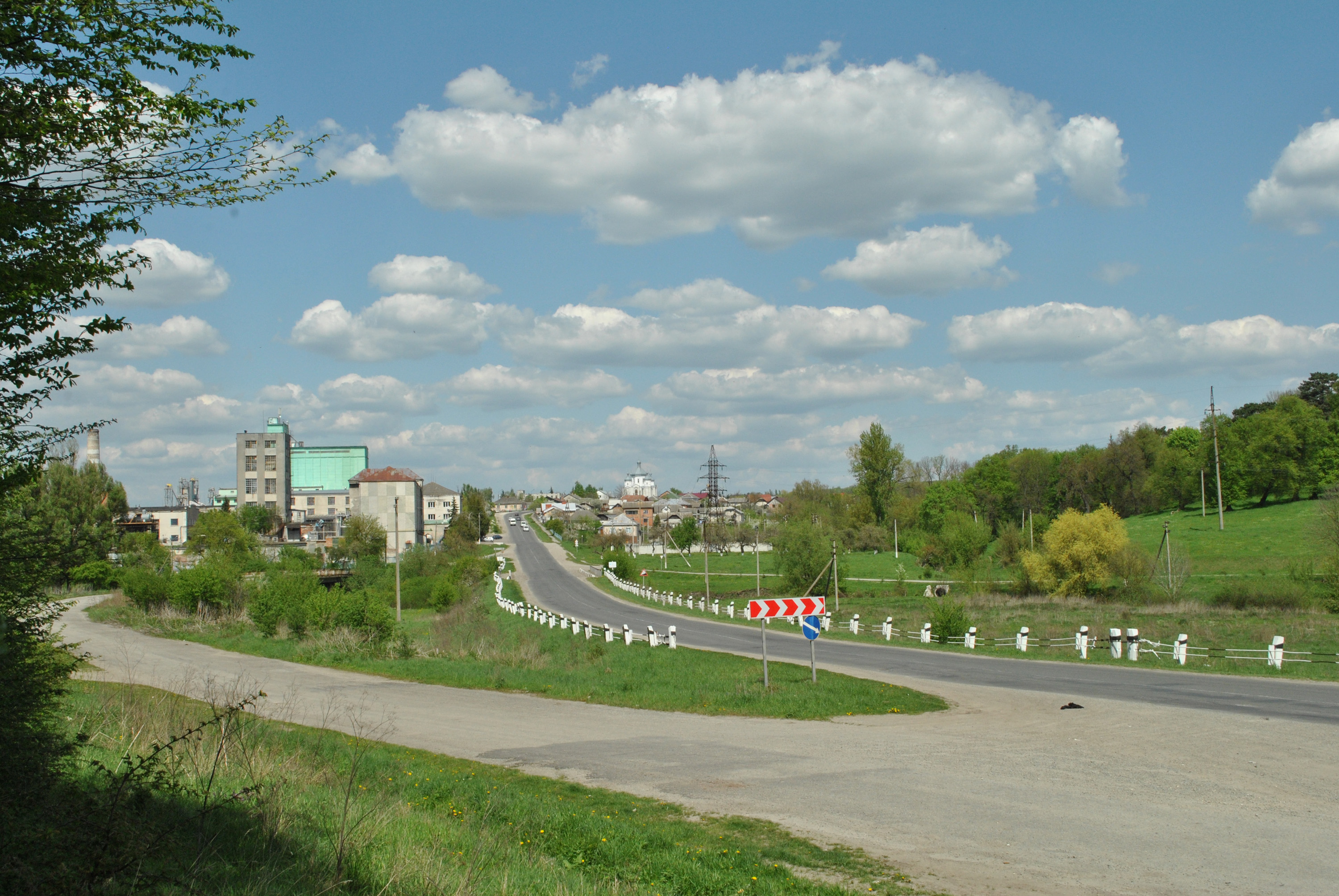

米什科維奇（烏克蘭語：Мишковичі）是位於烏克蘭西部特諾皮爾州特諾皮爾區的村莊，始建於1564年，面積2.9平方公里，人口2,071，人口密度每平方公里714.1人。